# Donald Fox
Donald Fox (fl. XX secolo) è stato un bobbista statunitense.

## Biografia
Ai campionati mondiali vinse una medaglia di bronzo:
- Campionati mondiali di bob 1937, medaglia di bronzo nel bob a quattro con James Bickford, Clifford Gray e Bill Dupree[1]